# 아프가니스탄 인민이슬람 통일당
아프가니스탄 인민이슬람 통일당(페르시아어: حزب وحدت اسلامی مردم افغانستان)은 아프가니스탄의 정당이다. 모하키크 장관이 사임한 이후에 헤즈베 와흐닷의 탈당파들이 주축이 되어 2004년에 설립됐다. 평범함을 강조하고, 하자라족의 투표 대부분을 얻었다.

## 같이 보기
- 이슬람 민주주의 정당 목록
- 아프가니스탄 이슬람 통일당